# Seehausen (Bad Frankenhausen)
Seehausen ist ein Ortsteil der Stadt Bad Frankenhausen/Kyffhäuser im Kyffhäuserkreis in Thüringen.

## Geografie
Seehausen befindet sich im Südosten der Stadt Bad Frankenhausen. Zwischen der Stadt und dem Dorf Seehausen befindet sich die Kyffhäuser-Kaserne

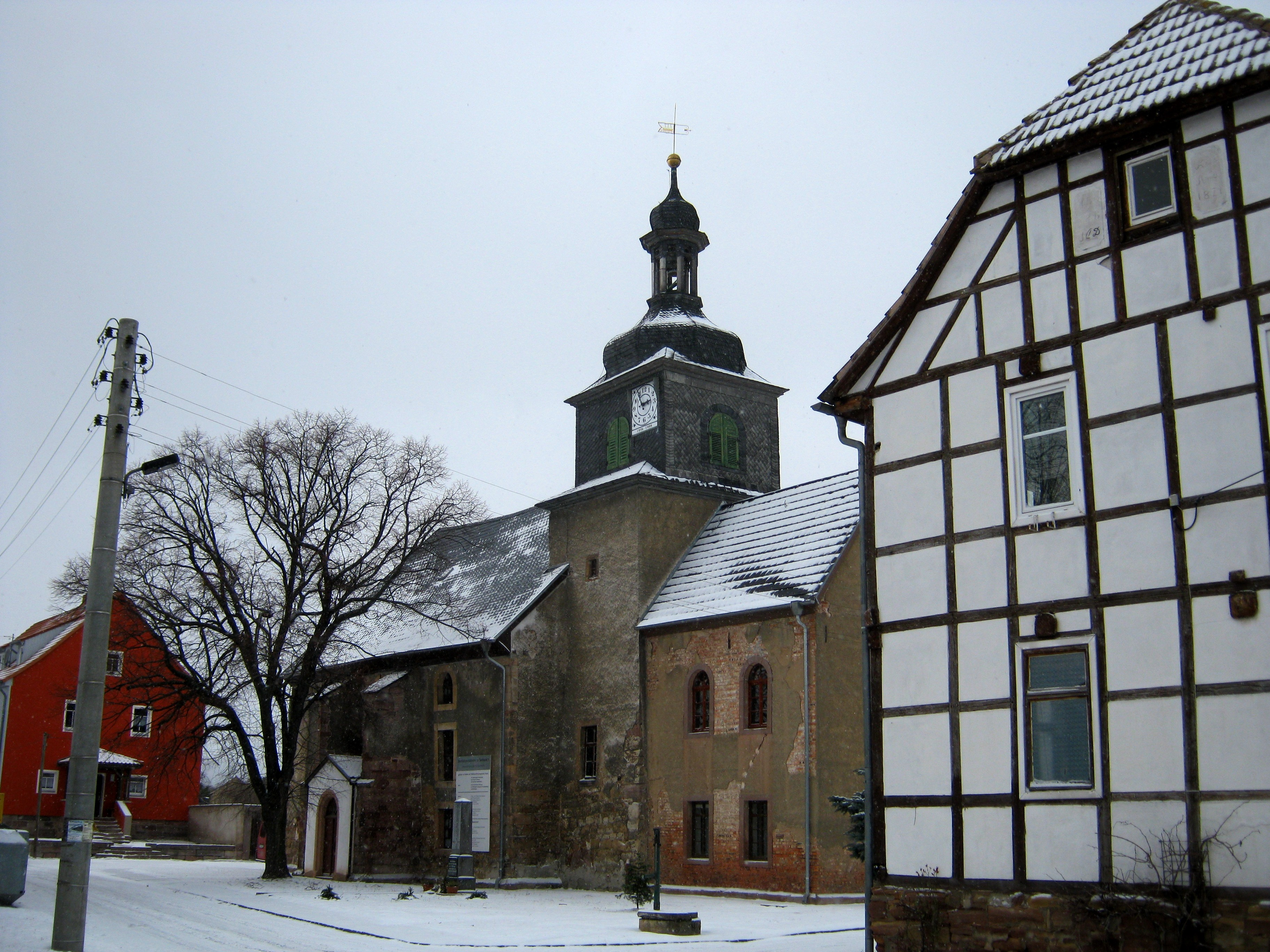
Kirche Sankt Trinitatis zu Seehausen (Kyffh) im Winter

Die Bundesstraße 85  (Bier- und Burgenstraße) Passau (Donau)–Berga (Kyffhäuser) führt direkt durch den Ort. Von Seehausen sind es bis zur Stadt etwa 2,5 Kilometer. Die Gemarkung der Flur beginnt am Fuß der Nordabdachung der Hainleite und reicht hinab bis in die Niederung der Diamantenen Aue. Südlich des Ortes erstreckt sich der östliche Teil der Hainleite, oder Wenige Hainleite genannt. Im Norden und Osten des Dorfes erstreckt sich die sumpfige Niederung der Diamantenen Aue, in diesem Abschnitt auch „Esperstedter Wiesen“ genannt. Die umliegenden Ortschaften sind: Im Nordwesten Bad Frankenhausen, im Norden Udersleben, im Nordosten Esperstedt, im Osten Oldisleben im Südosten Sachsenburg, im Süden, jenseits der Hainleite Kannawurf und die Siedlung Düppel, im Südwesten Bilzingsleben und Günserode, im Westen erstreckt sich das Militärische Sperrgebiet der Kyffhäuser-Kaserne, dahinter befindet sich das Dorf Seega.
Verkehrsverbindungen gibt es über die Bundesstraße 85 Richtung Norden zum Kyffhäuser, an den Stausee Kebra und weiter zur Bundesautobahn 38 Leipzig–Göttingen und weiter zum Harz. Zu selbiger Autobahn kommt man auch über die Landstraße L1221/L221 Oldisleben–Esperstedt–Ringleben–Borxleben–Martinsrieth–Sangerhausen. Die Bundesstraße 85 Richtung Südosten führt über Weimar bis nach Passau an die Donau, gleich hinter Oldisleben bei Etzleben erreicht man auf dieser Straße die Bundesautobahn 71 Sangerhausen–Erfurt–Schweinfurt. Der nächste Eisenbahnanschluss ist im Bahnhof Heldrungen an der Strecke Magdeburg–Sangerhausen–Erfurt.
Früher gab es eine Straße von Seehausen direkt nach Seega, welche nun durch das nahe militärische Sperrgebiet führt, teilweise auch durch die Schusslinie des Schießplatzes. Seit Bestehen der Kaserne im Jahre 1972 muss man einen großen Umweg über Frankenhausen–Rottleben–Göllingen fahren, um zum nahen Nachbarort zu kommen.

## Geschichte
Im Wald südlich von Seehausen befindet sich die Quelle und Flurbezeichnung des Mutzenbrunnens, welche bereits seit der Mittelsteinzeit (um 7000 Jahre vor Chr.) nachweislich besiedelt war.
1101 wurde der Ort erstmals urkundlich erwähnt. Bis 1918 gehörte der Ort zur Unterherrschaft des Fürstentums Schwarzburg-Rudolstadt. Danach kam es in den Landkreis Sondershausen (1922–1952). Mit der Verwaltungsreform 1952 der DDR kam die gesamte um Bad Frankenhausen herum befindliche Teil des Landratsamtes Frankenhausen in den neu gegründeten Kreis Artern, und dieser in den Bezirk Halle. Dieser Kreis Artern wurde 1994 mit dem Kreis Sondershausen zum Kyffhäuserkreis zusammengeschlossen.
Die örtlichen Landwirtschaftsbetriebe dienten zur Versorgung der nahen Stadt. Zwischenzeitlich haben sich private Firmen und Werkstätten im Dorf gebildet. Auch die nahe Kaserne bietet Beschäftigungsmöglichkeiten für die örtliche Bevölkerung.